# NGC 6471/1
NGC 6471/1 је спирална галаксија у сазвежђу Змај која се налази на NGC листи објеката дубоког неба.
Деклинација објекта је + 67° 35' 34" а ректасцензија 17h 44m 12,6s. Привидна величина (магнитуда) објекта NGC 6471 износи 14,7 а фотографска магнитуда 15,4. NGC 64711 је још познат и под ознакама UGC 10973, MCG 11-21-23, CGCG 321-38, CGCG 322-9, PGC 60773.